# Weiherhammer
Weiherhammer è un comune tedesco di 3 989 abitanti, situato nel land della Baviera.